# إرنست كوستر
إرنست كوستر (بالألمانية: Ernst Küster) (و. 1874 – 1953 م) هو عالم نبات، وأستاذ جامعي من ألمانيا . ولد في فروتسواف .
وكان عضو في الأكاديمية الألمانية للعلوم ليوبولدينا، والأكاديمية الهنغارية للعلوم .
توفي في غيسن ، عن عمر يناهز 79 عاماً.

## مناصب وهيئات
أدار جامعة بون، وجامعة غيسن.